# Wada Ei

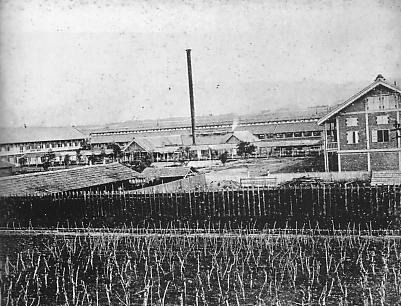
Filature de soie de Tomioka

Wada Ei est un nom japonais traditionnel ; le nom de famille (ou le nom d'école), Wada, précède donc le prénom (ou le nom d'artiste).
Wada Ei (和田 英, 8 octobre 1857 - 26 septembre 1929), est une ouvrière textile et diariste durant l'ère Meiji de l'histoire du Japon, fille d'un samouraï de Matsushiro dans la province de Shinano. Elle est connue pour avoir écrit ses mémoires intitulés « Journal de Tomioka » (Tomioka Nikki) dans lesquelles elle fait la chronique de sa vie parmi les travailleuses de la filature de soie de Tomioka.

## Biographie
Elle est une des filles d'un samouraï recrutées en 1873, sixième année de l'ère Meiji, dans tout le pays pour suivre une formation pratique sur une période de deux à trois ans consacrée au processus de production de la soie. Plus tard, elles deviennent formatrices dans la fabrication de la soie dans leur préfecture d'origine.
Lorsqu'elle quitte Tomioka en 1874, le gouvernement accorde à Wada et à ses collègues des médailles et le titre spécial de « Bataillon de la victoire des fileuses ». Elle devient formatrice à l'usine d'embobinage de la soie située dans le village de Saijō (plus tard filature Rokkōsha) à Matsushiro dans la préfecture de Nagano.
Wada épouse un officier de l'armée impériale qui meurt en 1913 de blessures reçues au cours de la guerre russo-japonaise. Elle commence à composer le Tomioka Nikki tandis qu'elle réside dans la maison de la société minière de Furukawa à la mine de cuivre d'Ashio où son fils est manageur. C'est lui qui publie le texte après la mort de sa mère, ce qui amène certains historiens à douter de son authenticité.